# Use Your Illusion (raccolta)
Use Your Illusion è una raccolta del gruppo musicale statunitense Guns N' Roses,  composta da tracce prese dal doppio album Use Your Illusion I e II e pubblicata solo negli Stati Uniti.

## Descrizione
Knockin' on Heaven's Door in questo album è in una versione diversa da quella pubblicata in Use Your Illusion II, infatti la parte dove Josh Richman dice "You just better start sniffin' your own rank subjugation jack 'cause it's just you against your tattered libido, the bank and the mortician, forever man and it wouldn't be luck if you could get out of life alive", è stata rimossa per ragioni sconosciute. La lunghezza della traccia, quindi, è stata ridotta dagli 5:36 della versione originale a 5:20.

### Copertina

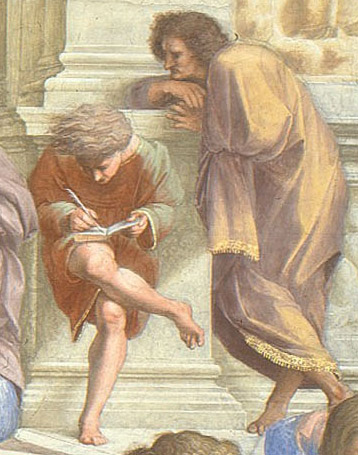
Personaggio tratto dal quadro La Scuola di Atene di Raffaello Sanzio, figura riportata sulla copertina dell'album.

La copertina dell'album è una semplice unione delle copertine di Use Your Illusion I e Use Your Illusion II, disegnate entrambe da Mark Kostabi. L'immagine è presa da La scuola di Atene dipinto di Raffaello.

## Tracce

### DaUse Your Illusion I
1. Live and Let Die (Paul McCartney, Linda McCartney) – 3:04
2. Don't Cry (Original) (Axl Rose, Izzy Stradlin) – 4:44
3. You Ain't the First (Stradlin) – 2:36
4. November Rain (Rose) – 8:57
5. The Garden (Rose, West Arkeen, Del James) – 5:22
6. Dead Horse (Rose) – 4:17

### DaUse Your Illusion II
1. Civil War (Rose, Slash, Duff McKagan) – 7:42
2. 14 Years (Rose, Stradlin) – 4:21
3. Yesterdays (Rose, Arkeen, James, Billy McCloud) – 3:16
4. Knockin' on Heaven's Door (Bob Dylan) – 5:20
5. Estranged (Rose) – 9:23
6. Don't Cry (Alternate Lyrics) (Rose, Stradlin) – 4:43

## Copertina

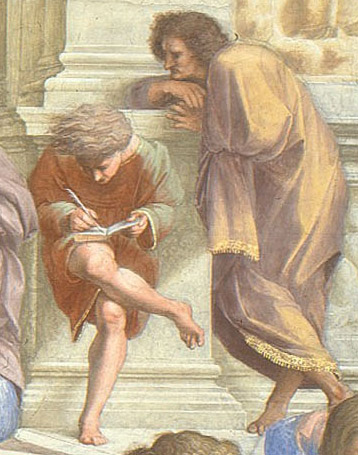
Raffaello Sanzio, Scuola di Atene (dettaglio)

Le copertine dei due album (sostanzialmente la stessa) illustrano due personaggi tratti dal dipinto Scuola di Atene di Raffaello Sanzio. Entrambe le copertine sono opera dell'artista estone-statunitense Mark Kostabi.

## Formazione
Gruppo
- W. Axl Rose – voce, pianoforte, sintetizzatore, cori, chitarra acustica in Dead Horse
- Slash – chitarra solista, acustica, slide guitar, cori, dobro in You Ain't the First
- Izzy Stradlin – chitarra ritmica, acustica, cori, voce in You Ain't The First e 14 Years
- Duff McKagan – basso, chitarra acustica, cori
- Matt Sorum – batteria, percussioni, cori
- Dizzy Reed – tastiere, cori

Altri musicisti
- Shannon Hoon – cori in Live and Let Die, November Rain e The Garden, voce in Don't Cry e You Ain't the First
- Tim Doyle – tamburello in You Ain't the First
- Alice Cooper – voce in The Garden
- West Arkeen – chitarra acustica in The Garden
- Steven Adler – batteria in Civil War
- Johann Langlie – programmazione in Live and Let Die e November Rain
- Jon Thautwein, Matthew McKagan, Rachel West, Robert Clark – corni in Live and Let Die
- Reba Shaw, Stuart Bailey – cori in November Rain
- The Waters – cori in Knockin' on Heaven's Door